# 81 Ceti
81 Ceti è una stella gigante gialla di magnitudine 5,66 situata nella costellazione della Balena. Dista 317 anni luce dal sistema solare.

## Osservazione
Si tratta di una stella situata nell'emisfero celeste australe, ma molto in prossimità dell'equatore celeste; ciò comporta che possa essere osservata da tutte le regioni abitate della Terra senza alcuna difficoltà e che sia invisibile soltanto molto oltre il circolo polare artico. Nell'emisfero sud invece appare circumpolare solo nelle aree più interne del continente antartico. La sua magnitudine pari a 5,7 la pone al limite della visibilità ad occhio nudo, pertanto per essere osservata senza l'ausilio di strumenti occorre un cielo limpido e possibilmente senza Luna.
Il periodo migliore per la sua osservazione nel cielo serale ricade nei mesi compresi fra settembre e febbraio; da entrambi gli emisferi il periodo di visibilità rimane indicativamente lo stesso, grazie alla posizione della stella non lontana dall'equatore celeste.

## Caratteristiche fisiche
La stella è una gigante gialla di massa 2,4 volte quella solare, con un raggio 11 volte superiore; possiede una magnitudine assoluta di 0,72 e la sua velocità radiale positiva indica che la stella si sta allontanando dal sistema solare.

## Pianeta
Nel novembre del 2008 è stata annunciata la scoperta di 81 Ceti b, un pianeta con una massa minima di 5,4 masse gioviane. È stato usato il metodo della velocità radiale pertanto è conosciuta solo la massa minima del pianeta, un probabile gigante gassoso che orbita a una distanza media dalla stella di 2,5 unità astronomica ed impiega circa 2,6 anni per compiere un'orbita completa.
Prospetto planetario del sistema:
| Pianeta | Tipo            | Massa   | Periodo orb.       | Sem. maggiore | Scoperta |
| ------- | --------------- | ------- | ------------------ | ------------- | -------- |
| b       | Gigante gassoso | >5.3 MJ | 952.7 ± 8.8 giorni | 2,5 UA        | 2008     |